# Botanischer Garten Hamborn

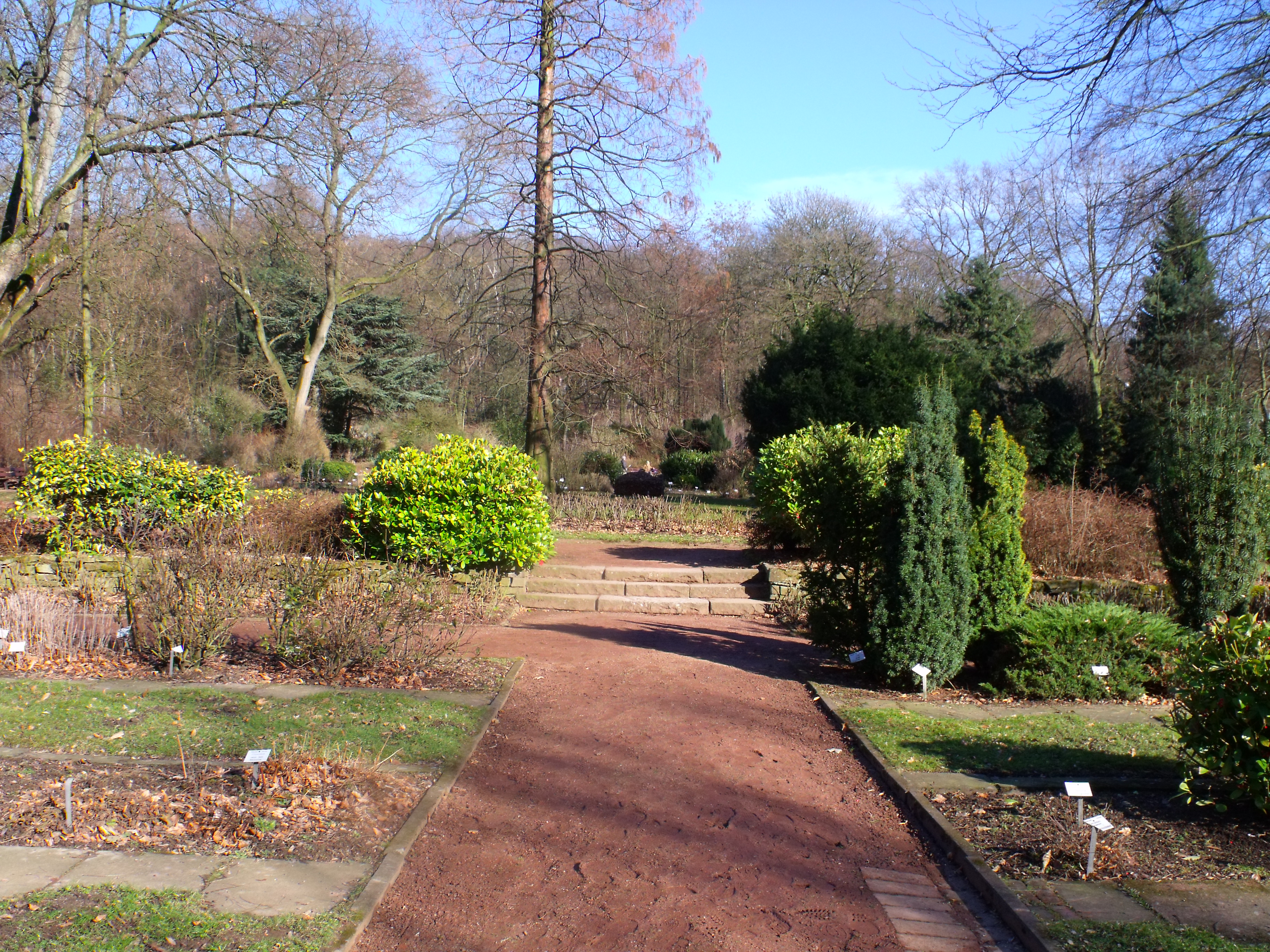
Der ehemalige Botanische Garten Hamborn, 2010

Der ehemalige Botanische Garten Hamborn befindet sich auf dem Gebiet der Stadt Duisburg im Stadtbezirk Hamborn auf einer Fläche von 3,14 Hektar in unmittelbarer Nähe des Hamborner Stadtwaldes. Er wurde 2014 in eine Parkanlage umgewandelt.
Der Botanische Garten wurde 1906 errichtet und verfügte über ein Tropenhaus, ein Subtropenhaus, ein Gewächshaus für Kakteen sowie eines mit Seerosen. Ein Gewächshaus widmete sich den Pflanzen mit besonderen Kulturansprüchen, so beispielsweise Insekten fangende Pflanzen wie Venusfliegenfalle, Sonnentau, Kannen- und Schlauchpflanzen. Neben den rund 2500 tropischen und subtropischen Pflanzenarten in den Gewächshäusern wurden in den Freilandanlagen 1000 Pflanzenarten verschiedener Klimazonen, beispielsweise aus Deutschland, Japan und China, gezeigt. 
Aufgrund des baulichen Zustands der Gewächshäuser mussten diese 2011 geschlossen werden. Die Stadt entschied sich aus Kostengründen gegen eine Sanierung der Häuser und den Weiterbetrieb des Botanischen Gartens. Der Garten wurde von 2012 bis zur Wiedereröffnung 2014 in eine aufwendige Parkanlage mit Stauden- und Bauerngärten umgewandelt. Einzig das ehemalige Subtropenhaus blieb als Kalthaus erhalten und wird nun als Orangerie genutzt. Ein neuer Zugang an der Beecker Straße wurde eingerichtet, welcher den Garten zum Stadtteil Hamborn und dem Landschaftspark Duisburg-Nord hin öffnet.
Im Garten findet eine jährliche Fuchsienausstellung statt, wie schon im ehemaligen Botanischen Garten werden mehrere Schauaquarien präsentiert.